# Leichtathletik-Weltmeisterschaften 2022/800 m der Männer

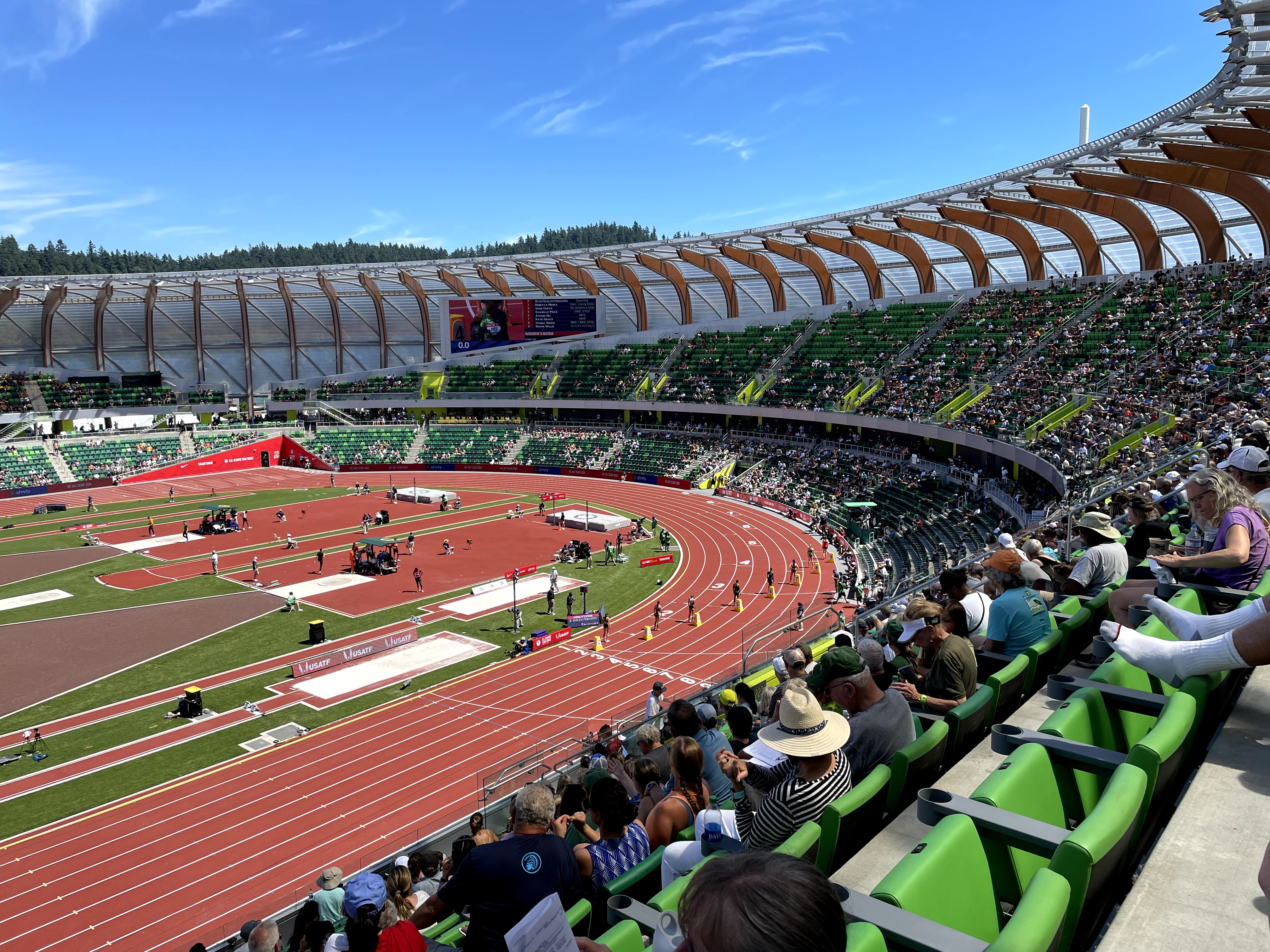
Das Stadion New Hayward Field im Jahr 2021

Der 800-Meter-Lauf der Männer bei den Leichtathletik-Weltmeisterschaften 2022 wurde vom 20. bis 23. Juli 2022 im Hayward Field der Stadt Eugene in den Vereinigten Staaten ausgetragen.
Weltmeister wurde der Kenianer Emmanuel Korir. Er gewann vor dem Algerier Djamel Sedjati. Bronze ging an den Kanadier Marco Arop.

## Rekorde

### Bestehende Rekorde
| Weltrekord               | 1:40,91 min | David Rudisha   | OS London, Großbritannien | 9. August 2012  |
| Weltmeisterschaftsrekord | 1:42,34 min | Donavan Brazier | WM Doha, Katar            | 1. Oktober 2019 |

Der bestehende WM-Rekord wurde bei diesen Weltmeisterschaften nicht erreicht. Mit seiner schnellsten Zeit von 1:43,71 min verfehlte der kenianische Weltmeister Emmanuel Korir den Rekord im Finale um 1,37 Sekunden. Zum Weltrekord fehlten ihm 2,80 Sekunden.

## Vorrunde
20. Juli 2022, 17:21 Uhr
Die Vorrunde wurde in sechs Läufen durchgeführt. Die ersten drei Athleten pro Lauf – hellblau unterlegt – sowie die darüber hinaus sechs zeitschnellsten Läufer – hellgrün unterlegt – qualifizierten sich für das Halbfinale.

### Vorlauf 1

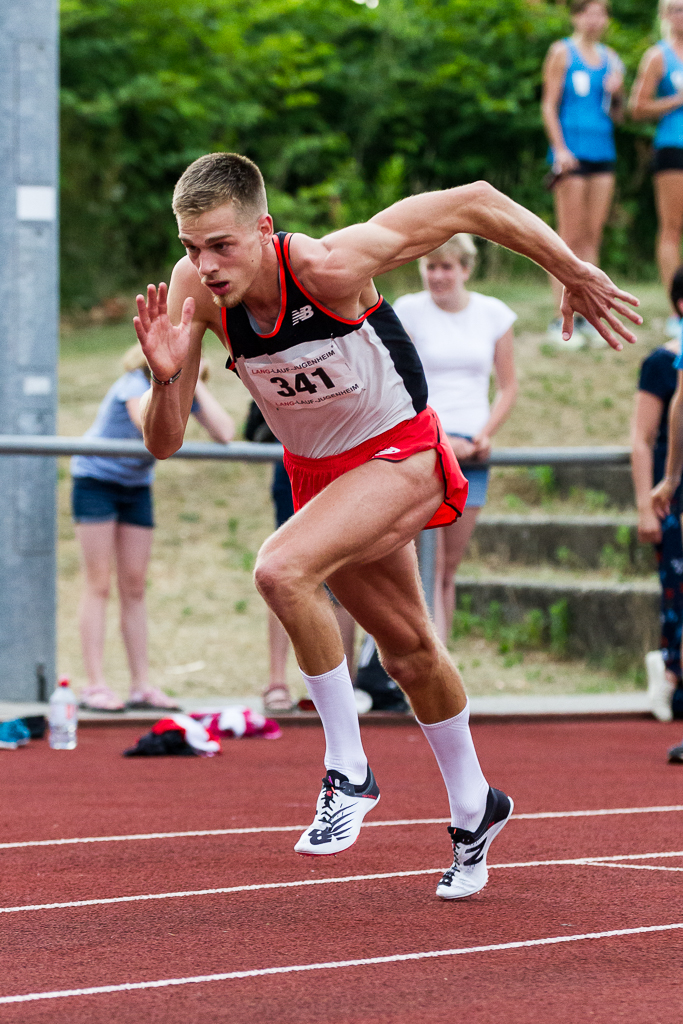
Marc Reuther – ausgeschieden als Fünfter des ersten Vorlaufs

20. Juli 2022, 17:21 Uhr Ortszeit (21. Juli 2022, 2:21 Uhr MESZ)
| Platz | Name               | Nation         | Zeit (min) |
| ----- | ------------------ | -------------- | ---------- |
| 1     | Emmanuel Korir     | Kenia          | 1:49,05    |
| 2     | Elhassane Moujahid | Marokko        | 1:49,27    |
| 3     | Álvaro de Arriba   | Spanien        | 1:49,30    |
| 4     | Ermias Girma       | Äthiopien      | 1:49,36    |
| 5     | Marc Reuther       | Deutschland    | 1:50,75    |
| 6     | Manuel Ataide      | Osttimor       | 1:58,91    |
| DNS   | Max Burgin         | Großbritannien |            |

### Vorlauf 2

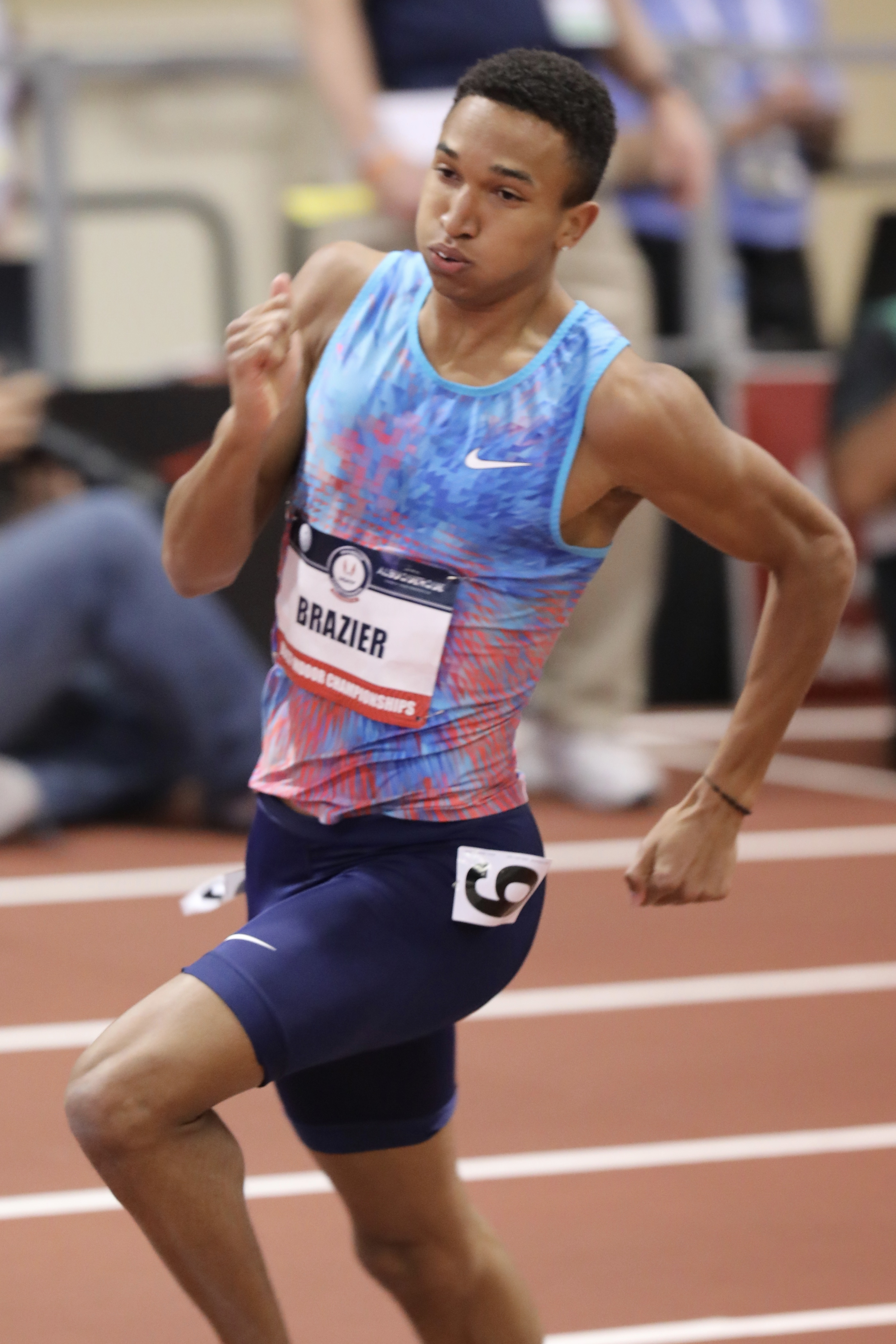
Titelverteidiger Donavan Brazier schied aus als Sechster des zweiten Vorlaufs
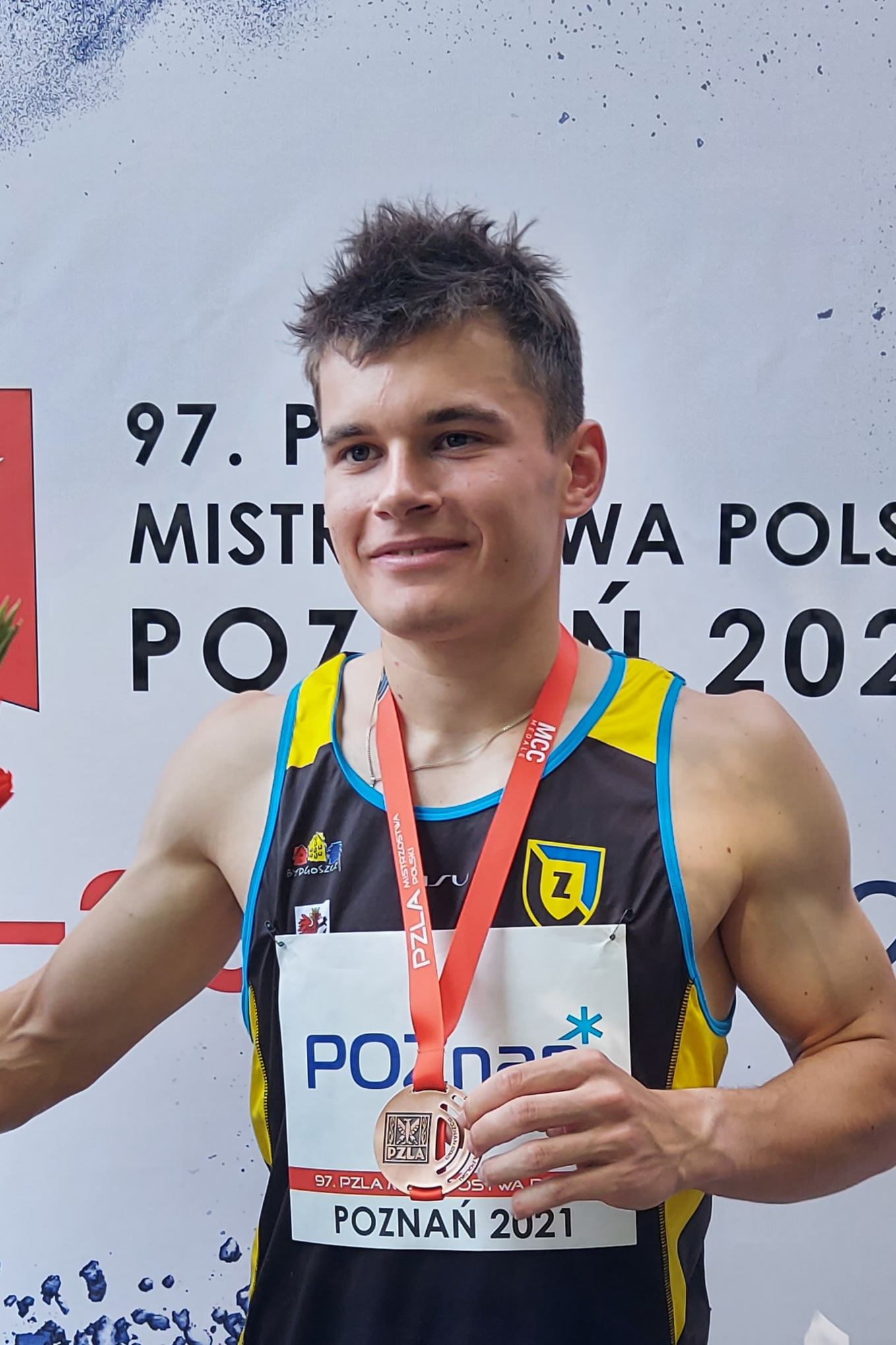
Patryk Sieradzki – ausgeschieden als Siebter des zweiten Vorlaufs

20. Juli 2022, 17:28 Uhr Ortszeit (21. Juli 2022, 2:28 Uhr MESZ)
| Platz | Name               | Nation                  | Zeit (min)                         |
| ----- | ------------------ | ----------------------- | ---------------------------------- |
| 1     | Peter Bol          | Australien              | 1:45,50                            |
| 2     | Kyle Langford      | Großbritannien          | 1:45,68                            |
| 3     | Mariano García     | Spanien                 | 1:45,74                            |
| 4     | Benjamin Robert    | Frankreich              | 1:45,94                            |
| 5     | Abedin Mujezinović | Bosnien und Herzegowina | 1:46,26                            |
| 6     | Donavan Brazier    | USA                     | 1:46,72                            |
| 7     | Patryk Sieradzki   | Polen                   | 1:48,78                            |
| DSQ   | Alex Amankwah      | Ghana                   | IWR 163, TR17.3.1 – Bahnübertreten |

### Vorlauf 3
20. Juli 2022, 17:36 Uhr Ortszeit (21. Juli 2022, 2:36 Uhr MESZ)
| Platz | Name              | Nation     | Zeit (min) |
| ----- | ----------------- | ---------- | ---------- |
| 1     | Moad Zahafi       | Marokko    | 1:46,15    |
| 2     | Gabriel Tual      | Frankreich | 1:46,34    |
| 3     | Emmanuel Wanyonyi | Kenia      | 1:46,45    |
| 4     | Eliott Crestan    | Belgien    | 1:46,61    |
| 5     | Bryce Hoppel      | USA        | 1:46,98    |
| 6     | Mateusz Borkowski | Polen      | 1:47,61    |
| 7     | Navasky Anderson  | Jamaika    | 1:48,37    |
| 8     | Brandon McBride   | Kanada     | 1:57,43    |

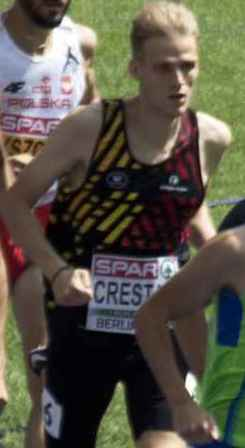
Eliott Crestan – ausgeschieden als Vierter des dritten Vorlaufs

Weitere im dritten Vorlauf ausgeschiedene Läufer:

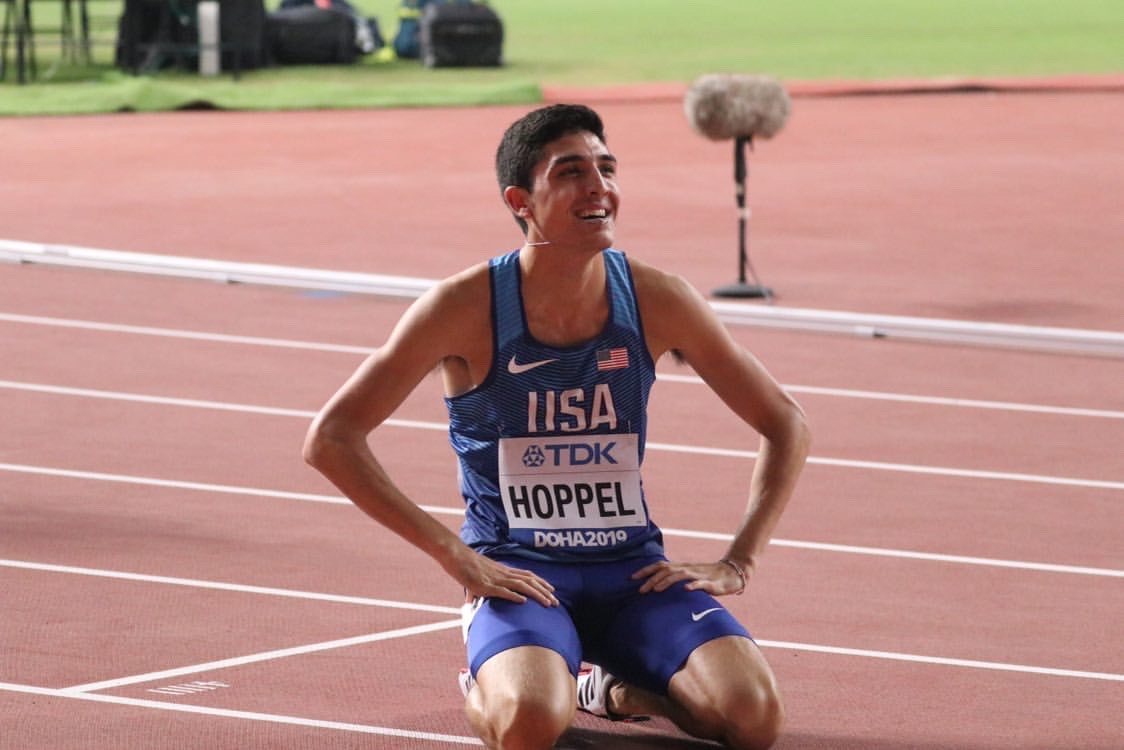
Bryce Hoppel – Rang fünf
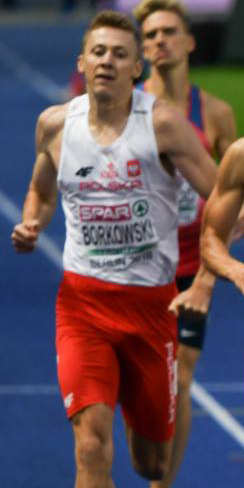
Mateusz Borkowski – Rang sechs
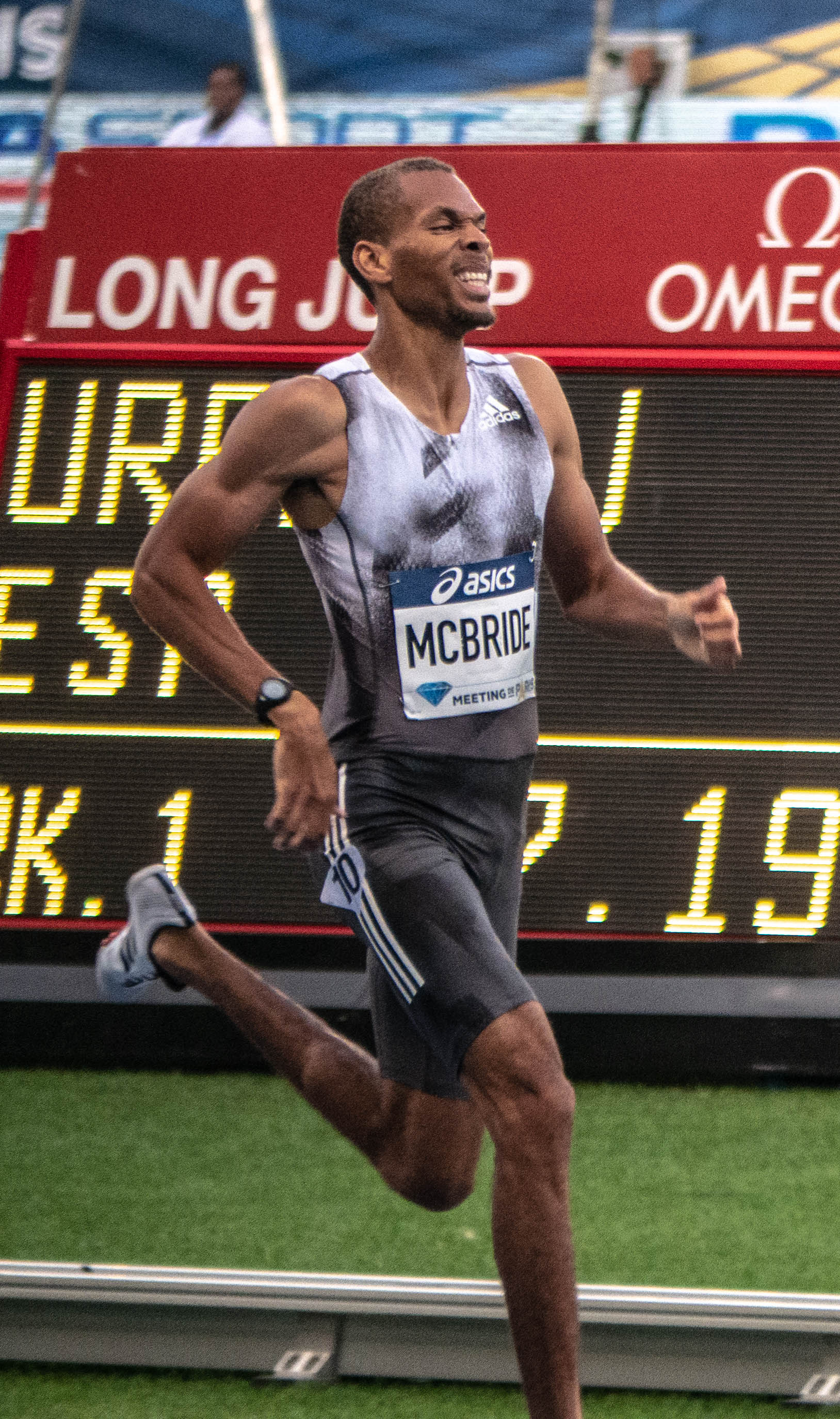
Brandon McBride – Rang acht

### Vorlauf 4

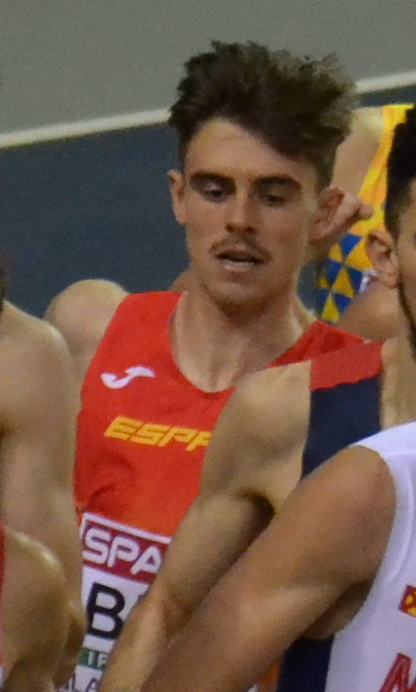
Adrián Ben – ausgeschieden als Vierter des vierten Vorlaufs
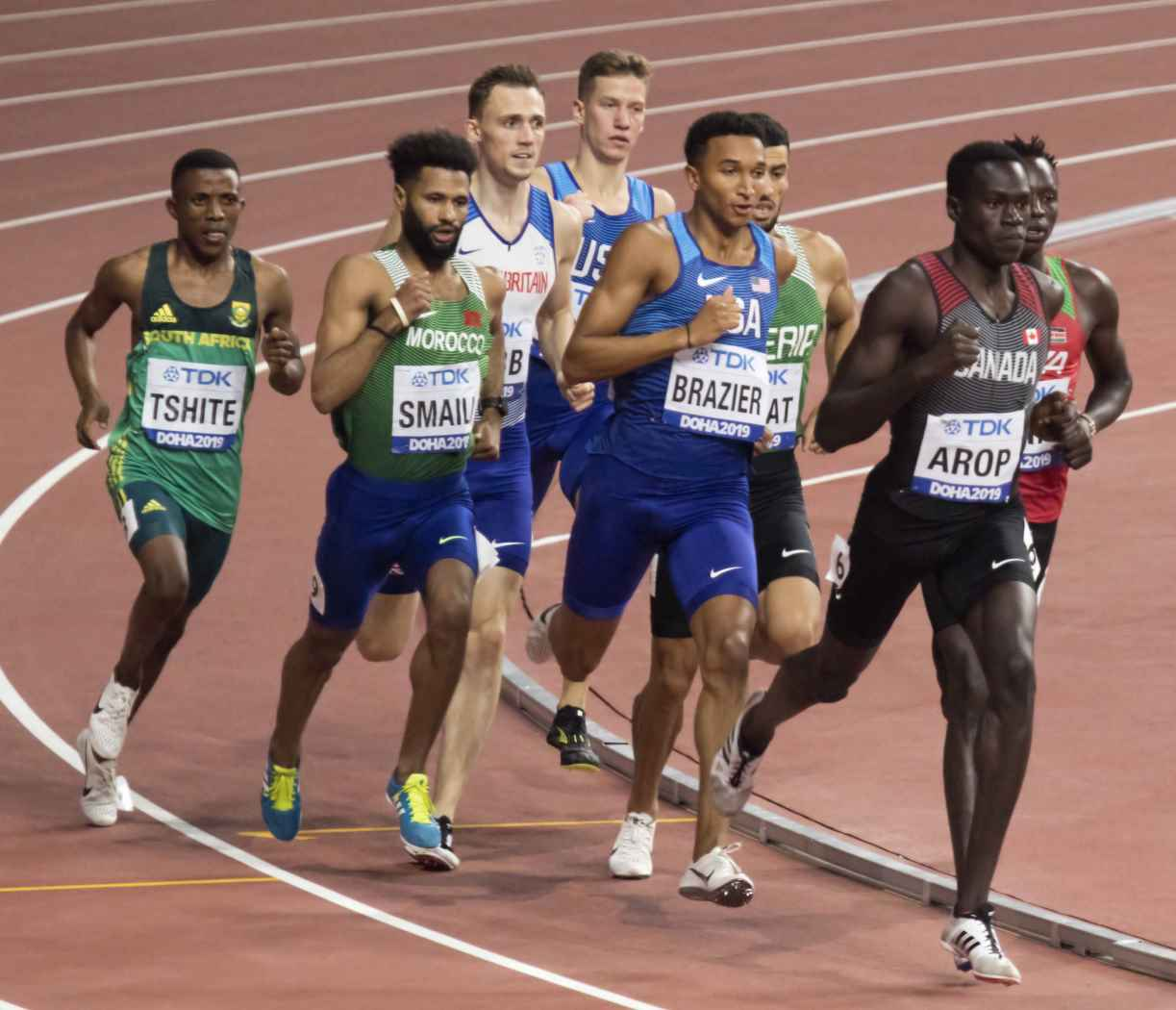
Tshepo Tshite (links, im Halbfinale der Weltmeisterschaften 2019) – ausgeschieden als Siebter des vierten Vorlaufs

20. Juli 2022, 17:43 Uhr Ortszeit (21. Juli 2022, 2:43 Uhr MESZ)
| Platz | Name              | Nation      | Zeit (min) |
| ----- | ----------------- | ----------- | ---------- |
| 1     | Djamel Sedjati    | Algerien    | 1:46,39    |
| 2     | Tony van Diepen   | Niederlande | 1:46,59    |
| 3     | Abdessalem Ayouni | Tunesien    | 1:46,59    |
| 4     | Adrián Ben        | Spanien     | 1:46,71    |
| 5     | Brandon Miller    | USA         | 1:47,29    |
| 6     | Tshepo Tshite     | Südafrika   | 1:47,61    |
| 7     | Brad Mathas       | Neuseeland  | 1:47,70    |

### Vorlauf 5
20. Juli 2022, 17:52 Uhr Ortszeit (21. Juli 2022, 2:52 Uhr MESZ)
| Platz | Name                | Nation   | Zeit (min)                      |
| ----- | ------------------- | -------- | ------------------------------- |
| 1     | Marco Arop          | Kanada   | 1:44,56                         |
| 2     | Jesús Tonatiú López | Mexiko   | 1:44,67                         |
| 3     | Mark English        | Irland   | 1:44,76                         |
| 4     | Cătălin Tecuceanu   | Italien  | 1:44,83                         |
| 5     | Noah Kibet          | Kenia    | 1:45,41                         |
| 6     | Andreas Kramer      | Schweden | 1:45,77                         |
| 7     | Yassine Hethat      | Algerien | 1:46,05                         |
| DSQ   | Jonah Koech         | USA      | IWR 163, TR17.2.2 – Behinderung |

### Vorlauf 6

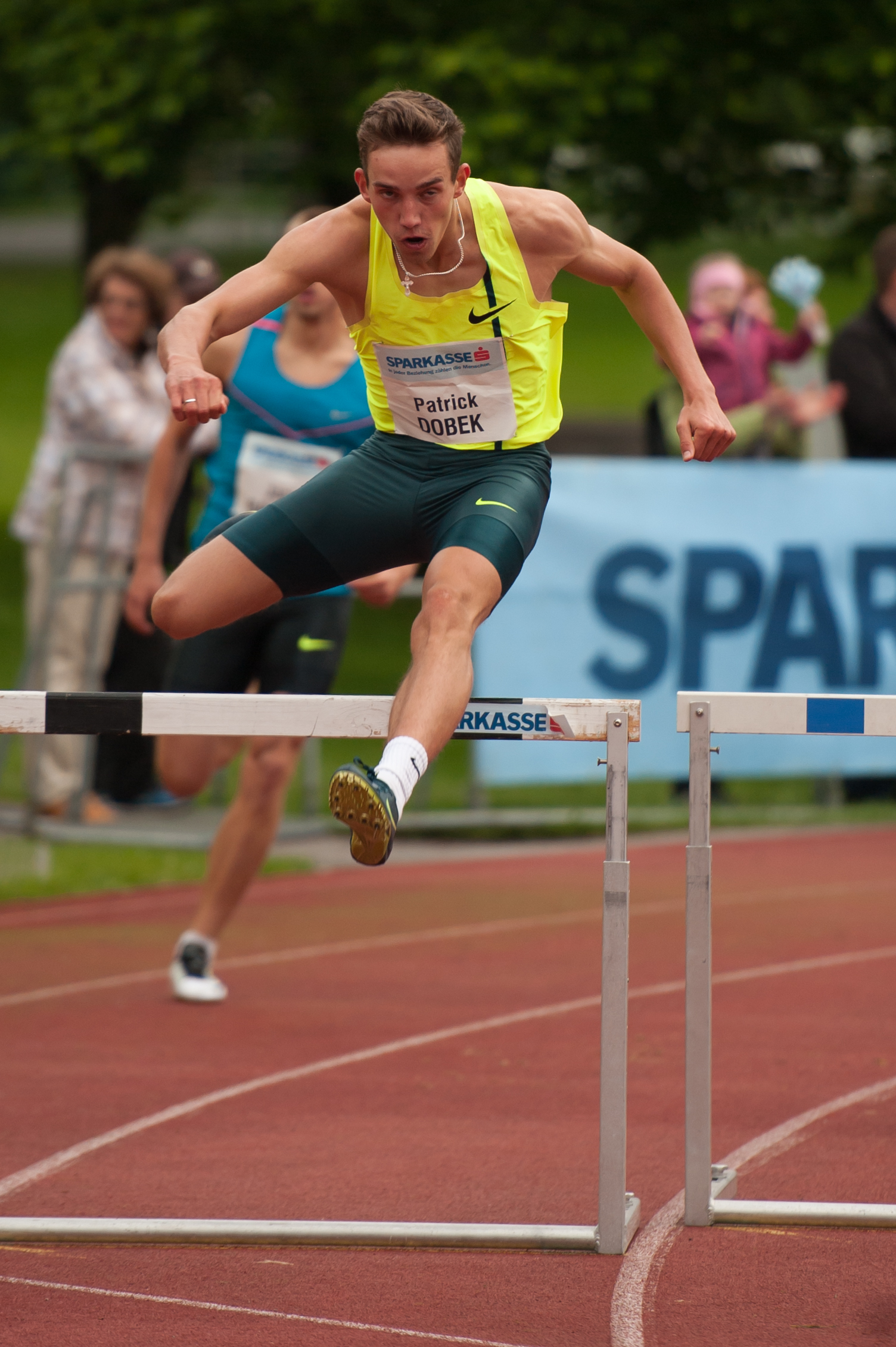
Patryk Dobek (hier als Hürdenläufer) – ausgeschieden als Sechster des sechsten Vorlaufs
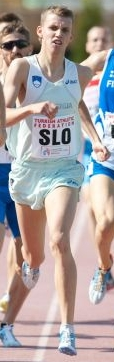
Žan Rudolf – ausgeschieden als Siebter des sechsten Vorlaufs

20. Juli 2022, 18:00 Uhr Ortszeit (21. Juli 2022, 3:00 Uhr MESZ)
| Platz | Name               | Nation         | Zeit (min) |
| ----- | ------------------ | -------------- | ---------- |
| 1     | Slimane Moula      | Algerien       | 1:44,90    |
| 2     | Wyclife Kinyamal   | Kenia          | 1:45,08    |
| 3     | Abdelati el-Guesse | Marokko        | 1:45,25    |
| 4     | Daniel Rowden      | Großbritannien | 1:45,53    |
| 5     | Tolesa Bodena      | Äthiopien      | 1:45,81    |
| 6     | Patryk Dobek       | Polen          | 1:46,80    |
| 7     | Žan Rudolf         | Slowenien      | 1:49,87    |

## Halbfinale
21. Juli 2022, 19:00 Uhr
In den drei Halbfinalläufen qualifizierten sich die jeweils ersten beiden Athleten – hellblau unterlegt – sowie die darüber hinaus zwei zeitschnellsten Läufer – hellgrün unterlegt – für das Finale.

### Halbfinallauf 1

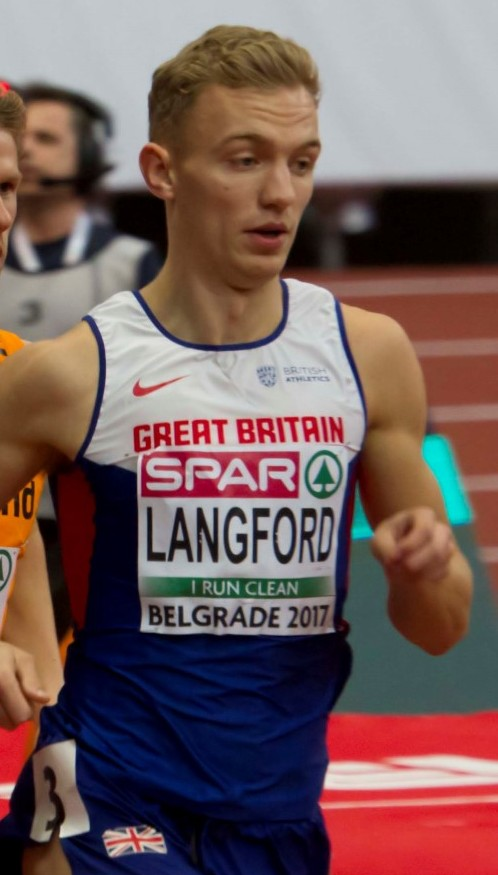
Kyle Langford – ausgeschieden als Vierter des ersten Halbfinals
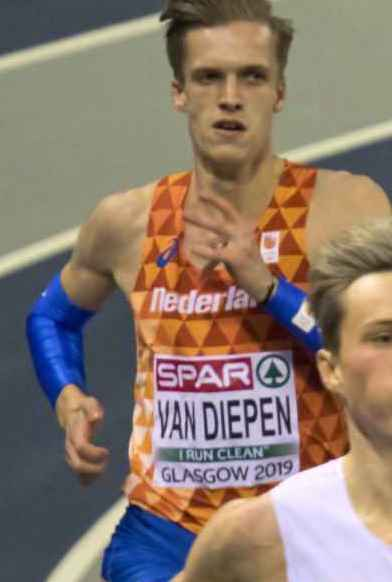
Tony van Diepen – ausgeschieden als Sechster des ersten Halbfinals

21. Juli 2022, 19:00 Uhr Ortszeit (22. Juli 2022, 4:00 Uhr MESZ)
| Platz | Name                | Nation         | Zeit (min) |
| ----- | ------------------- | -------------- | ---------- |
| 1     | Emmanuel Korir      | Kenia          | 1:45,38    |
| 2     | Wyclife Kinyamal    | Kenia          | 1:45,49    |
| 3     | Peter Bol           | Australien     | 1:45,58    |
| 4     | Kyle Langford       | Großbritannien | 1:45,91    |
| 5     | Jesús Tonatiú López | Mexiko         | 1:46,17    |
| 6     | Tony van Diepen     | Niederlande    | 1:46,70    |
| 7     | Elhassane Moujahid  | Marokko        | 1:47,18    |
| 8     | Tolesa Bodena       | Äthiopien      | 1:50,55    |

### Halbfinallauf 2

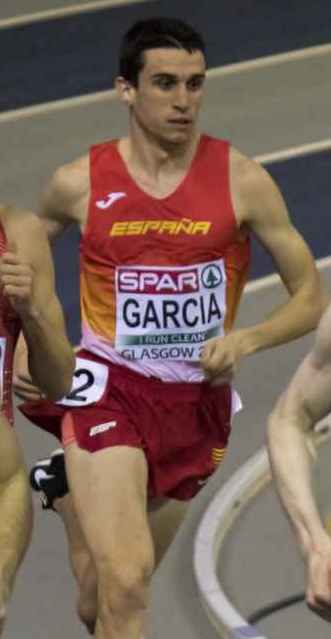
Mariano García – ausgeschieden als Sechster des zweiten Halbfinals
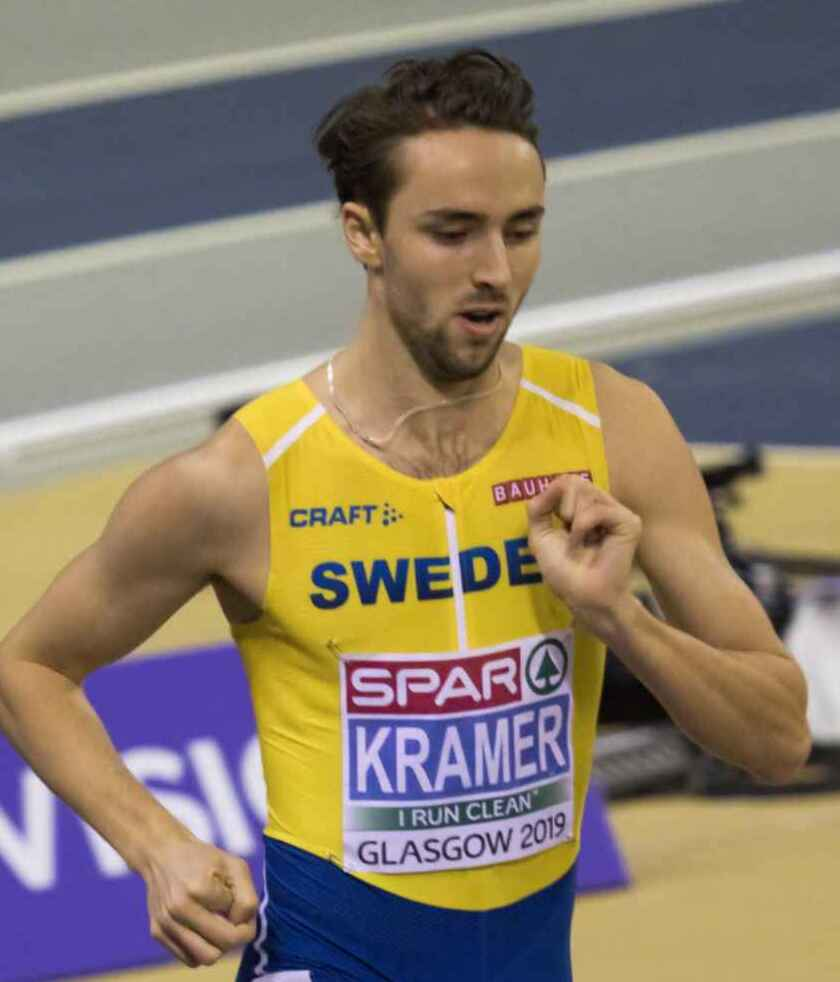
Andreas Kramer – ausgeschieden als Siebter des zweiten Halbfinals

21. Juli 2022, 19:09 Uhr Ortszeit (22. Juli 2022, 4:09 Uhr MESZ)
| Platz | Name              | Nation         | Zeit (min) |
| ----- | ----------------- | -------------- | ---------- |
| 1     | Djamel Sedjati    | Algerien       | 1:45,44    |
| 2     | Gabriel Tual      | Frankreich     | 1:45,53    |
| 3     | Daniel Rowden     | Großbritannien | 1:46,27    |
| 4     | Cătălin Tecuceanu | Italien        | 1:46,31    |
| 5     | Moad Zahafi       | Marokko        | 1:46,35    |
| 6     | Mariano García    | Spanien        | 1:46,70    |
| 7     | Andreas Kramer    | Schweden       | 1:46,71    |
| 8     | Noah Kibet        | Kenia          | 1:47,15    |

### Halbfinallauf 3
21. Juli 2022, 19:18 Uhr Ortszeit (22. Juli 2022, 4:18 Uhr MESZ)
| Platz | Name               | Nation     | Zeit (min) |
| ----- | ------------------ | ---------- | ---------- |
| 1     | Slimane Moula      | Algerien   | 1:44,89    |
| 2     | Marco Arop         | Kanada     | 1:45,12    |
| 3     | Emmanuel Wanyonyi  | Kenia      | 1:45,42    |
| 4     | Benjamin Robert    | Frankreich | 1:45,67    |
| 5     | Mark English       | Irland     | 1:45,78    |
| 6     | Abdessalem Ayouni  | Tunesien   | 1:46,08    |
| 7     | Álvaro de Arriba   | Spanien    | 1:46,30    |
| 8     | Abdelati el-Guesse | Marokko    | 1:46,46    |

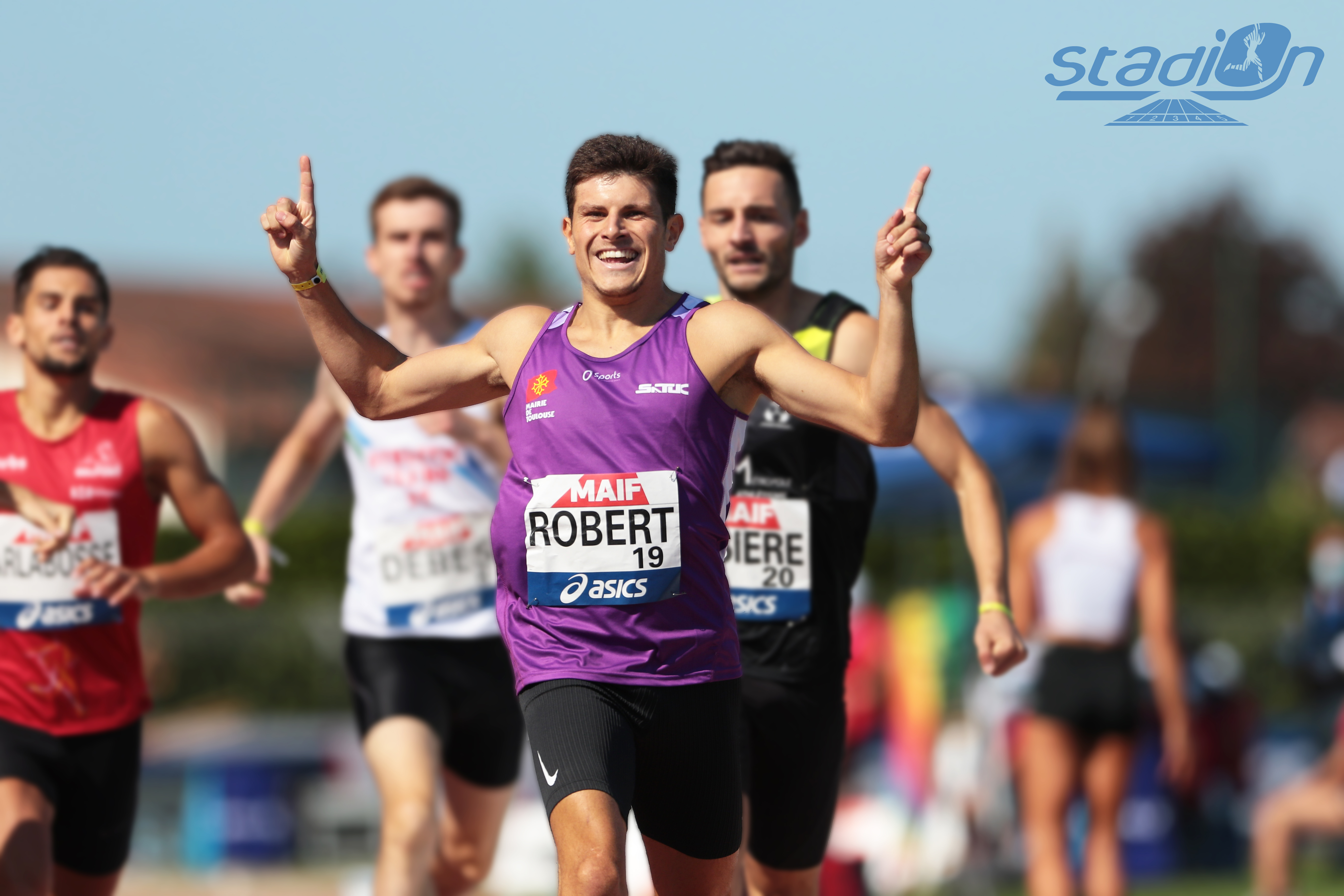
Benjamin Robert – ausgeschieden als Dritter des dritten Halbfinals

Weitere im dritten Halbfinale ausgeschiedene Läufer:

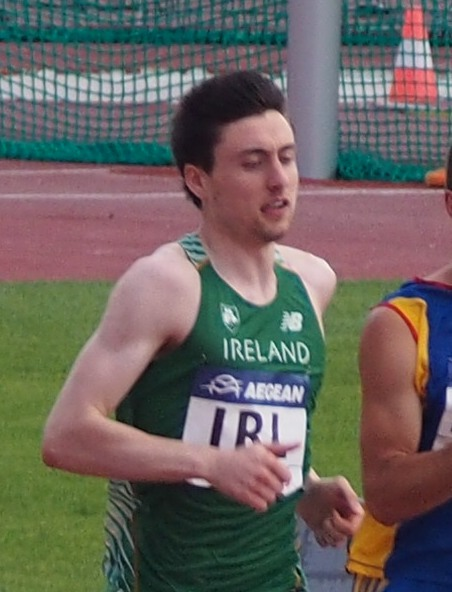
Mark English – Rang fünf
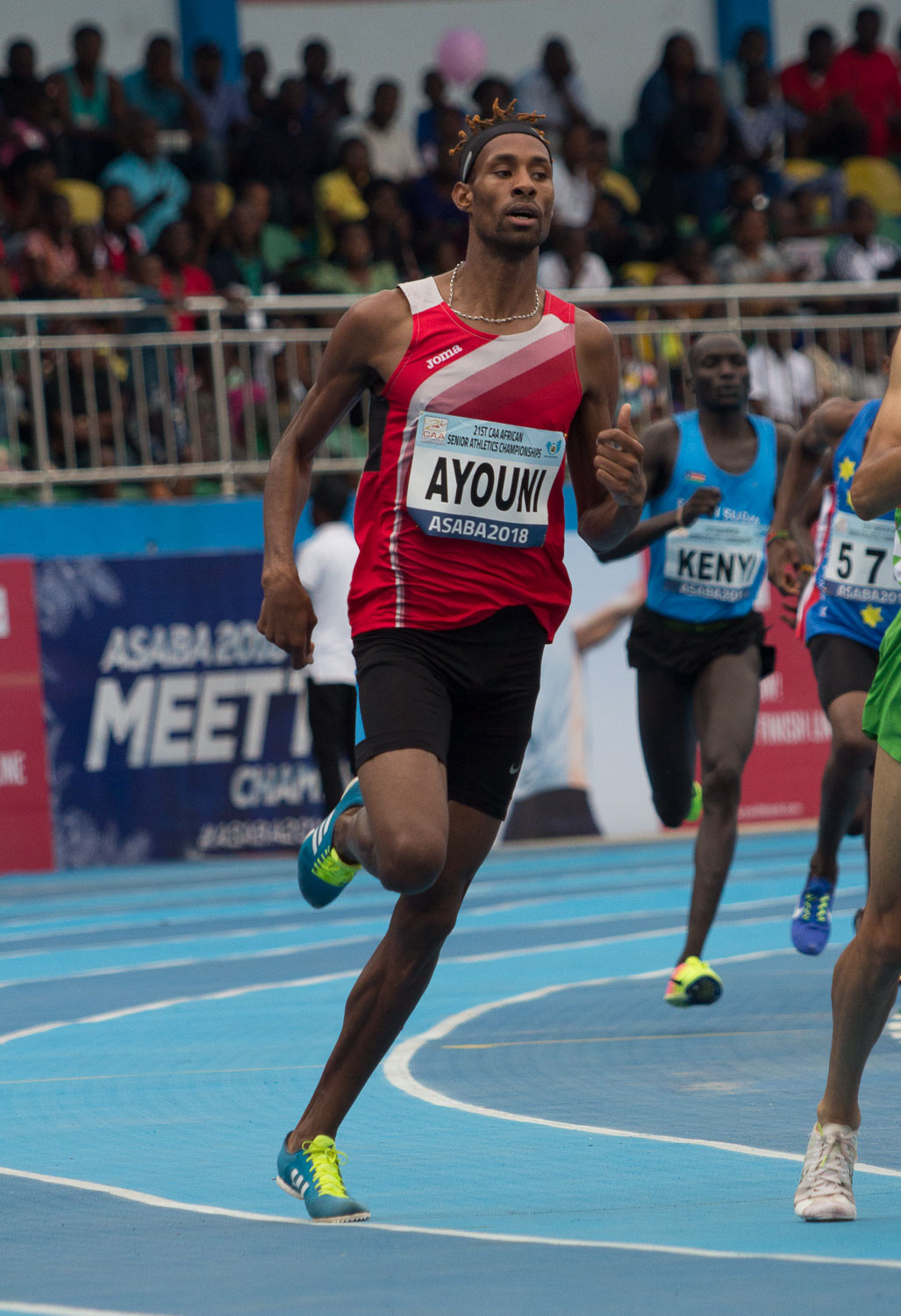
Abdessalem Ayouni – Rang sechs
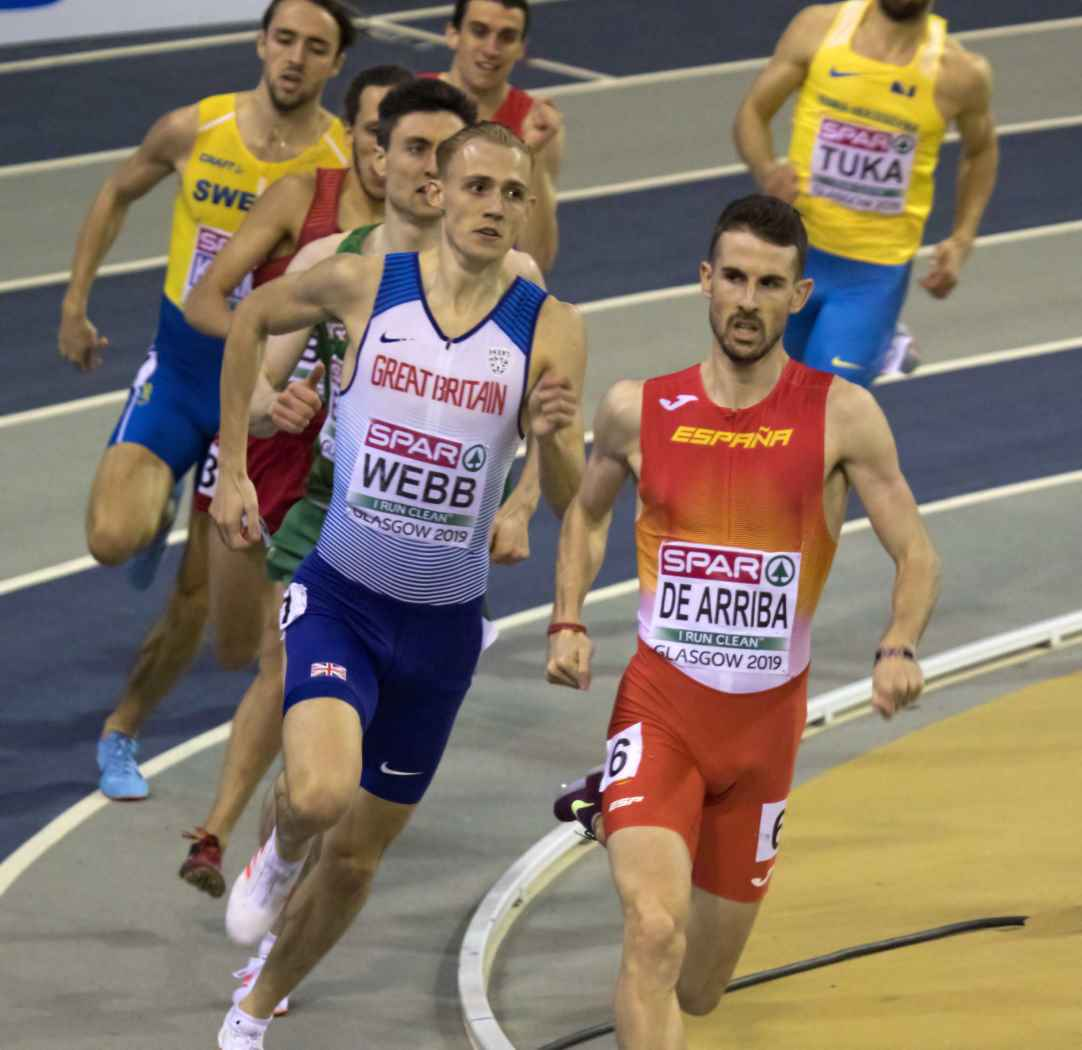
Abdessalem Ayouni (hier als Führender) – Rang sieben
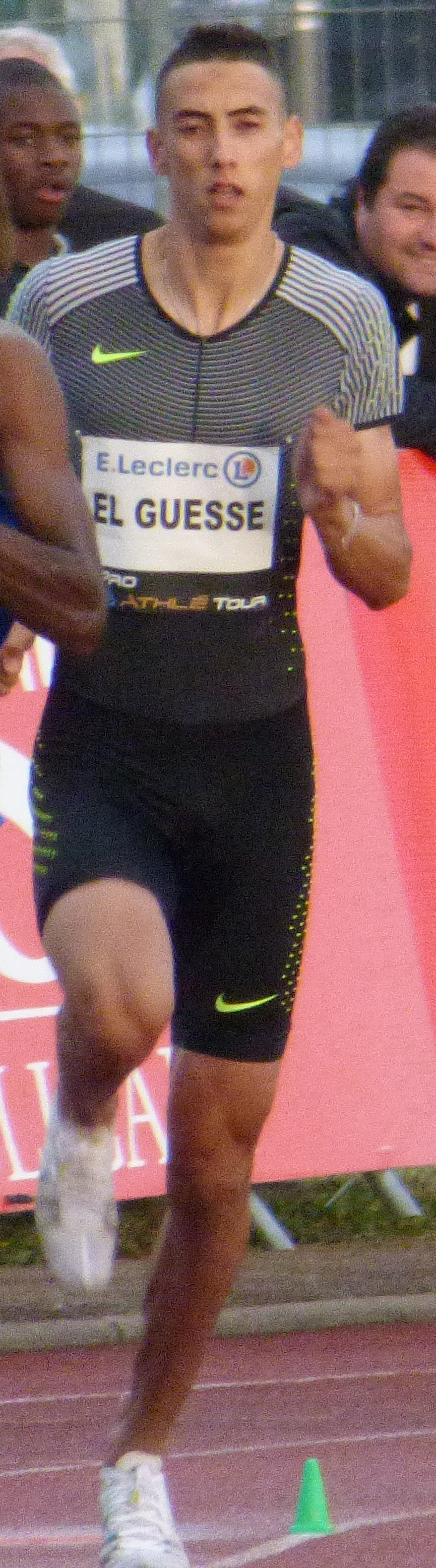
Abdelati el-Guesse – Rang acht

## Finale

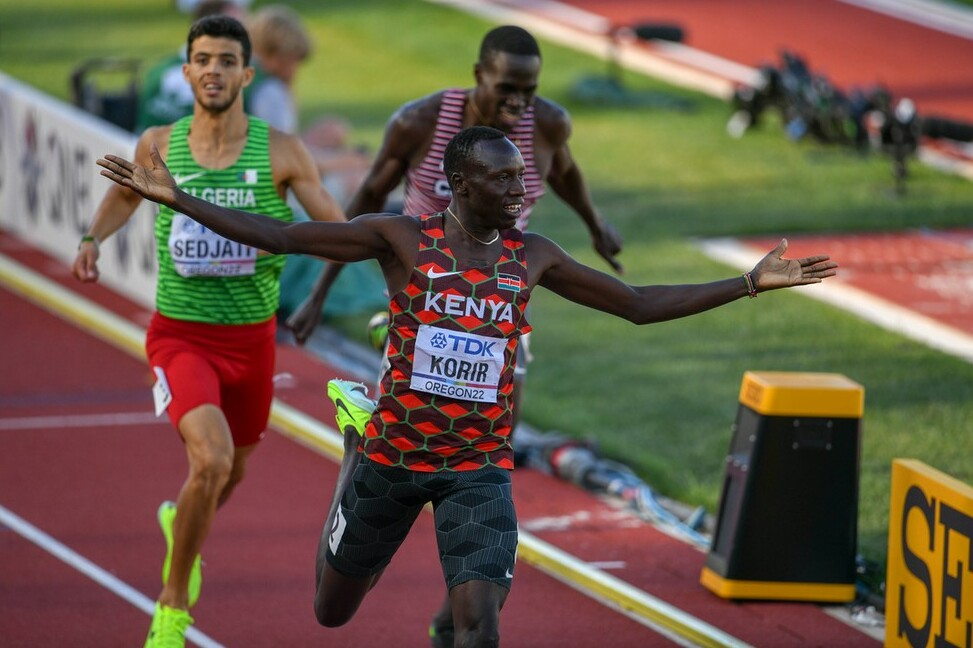
Zieleinlauf: Emmanuel Korir vor Djamel Sedjati
und Marco Arop

23. Juli 2022, 18:10 Uhr Ortszeit (24. Juli 2022, 3:10 Uhr MESZ)
| Platz | Name              | Nation     | Zeit (min) |
| ----- | ----------------- | ---------- | ---------- |
| 1     | Emmanuel Korir    | Kenia      | 1:43,71    |
| 2     | Djamel Sedjati    | Algerien   | 1:44,14    |
| 3     | Marco Arop        | Kanada     | 1:44,28    |
| 4     | Emmanuel Wanyonyi | Kenia      | 1:44,54    |
| 5     | Slimane Moula     | Algerien   | 1:44,85    |
| 6     | Gabriel Tual      | Frankreich | 1:45,49    |
| 7     | Peter Bol         | Australien | 1:45,51    |
| 8     | Wyclife Kinyamal  | Kenia      | 1:47,07    |

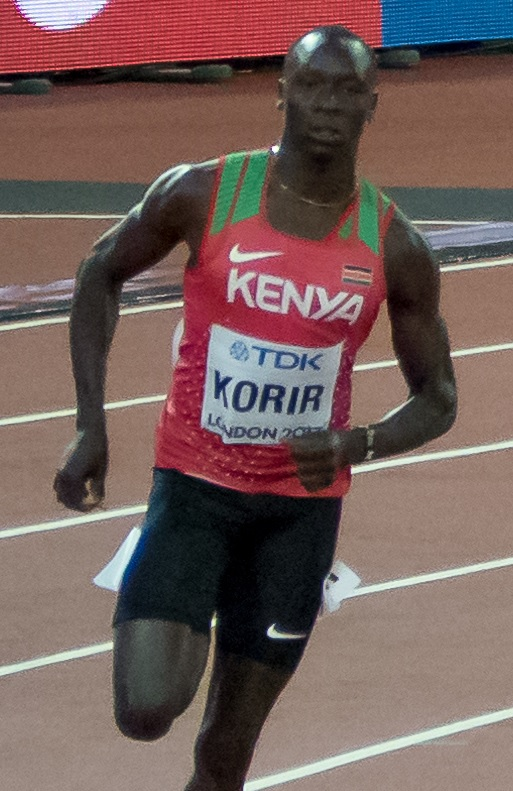
Weltmeister Emmanuel Korir
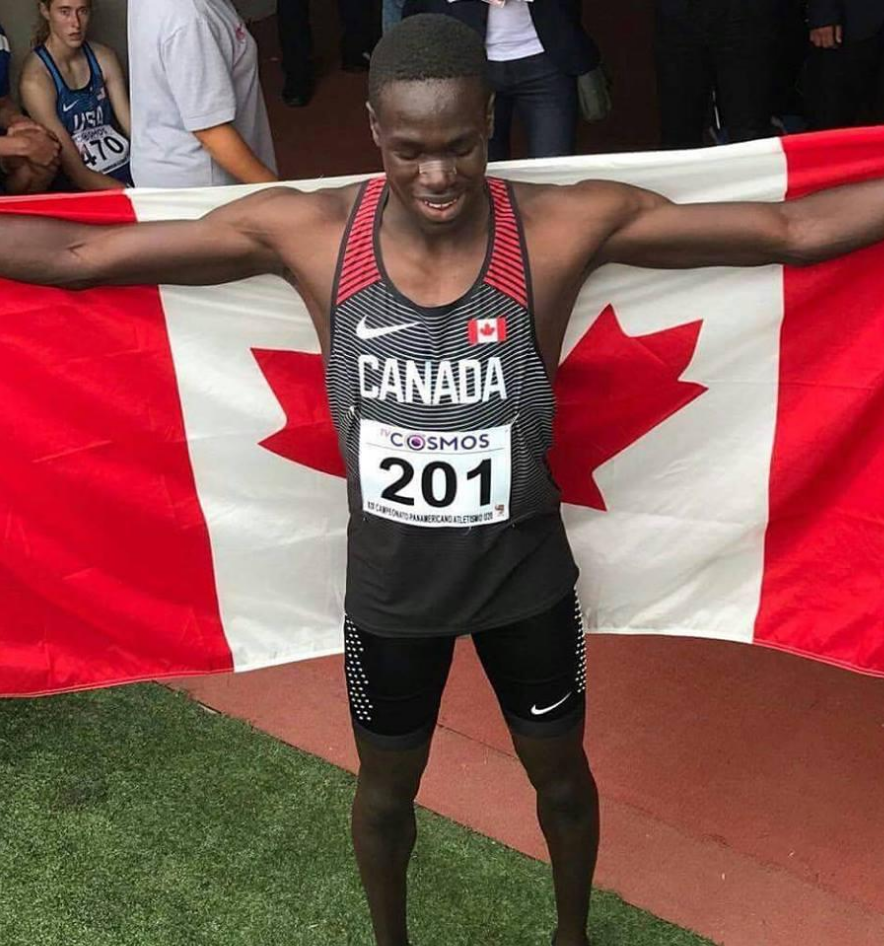
Bronzemedaillengewinner Marco Arop
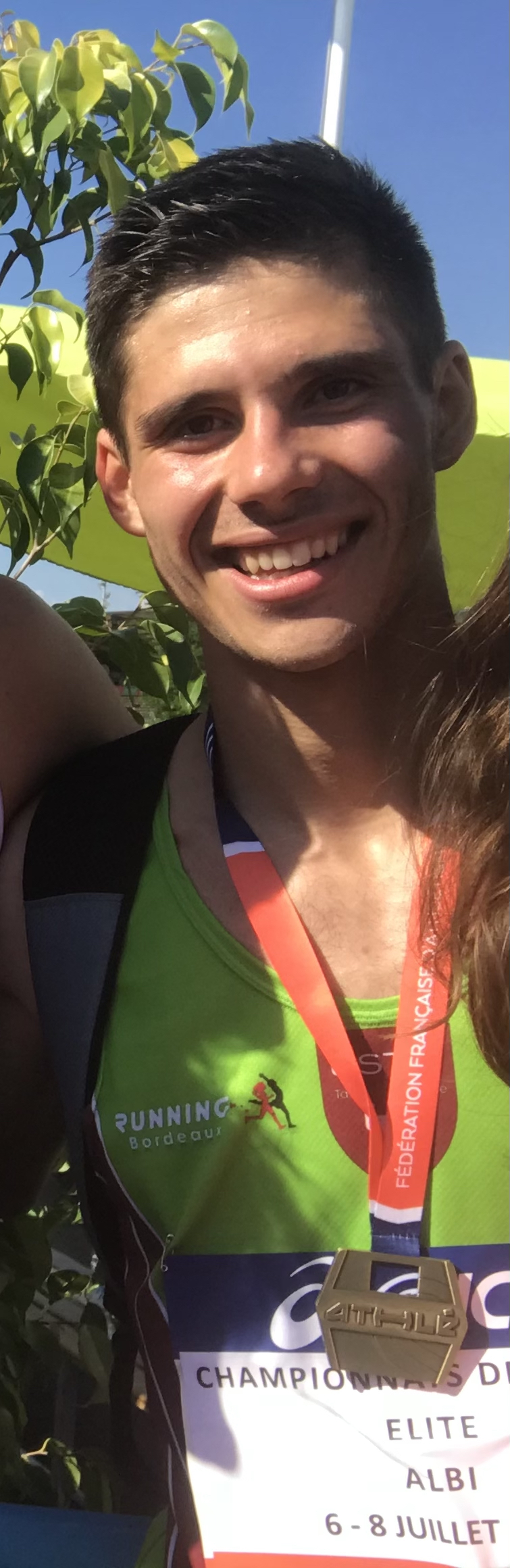
Gabriel Tual erreichte Platz sechs
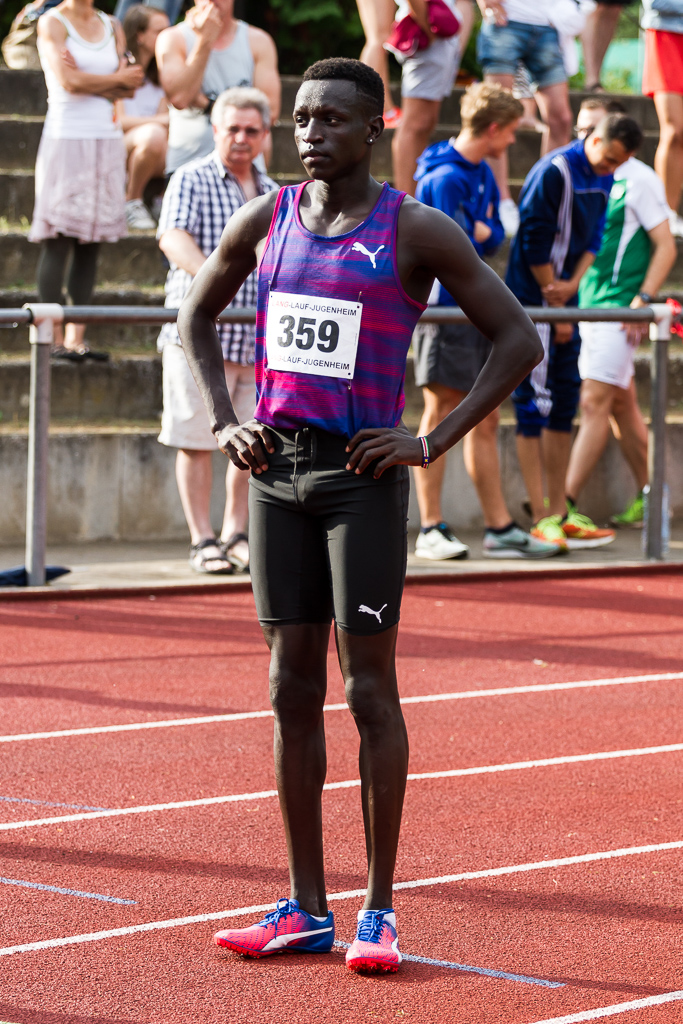
Peter Bol kam auf den siebten Platz
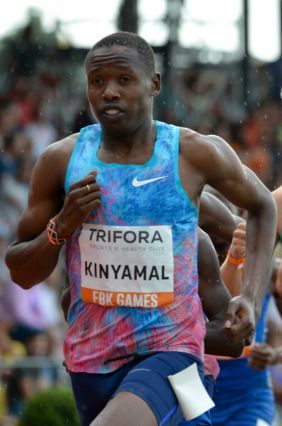
Rang acht für Wycliffe Kinyamal

## Video
- Emmanuel Korir storms to 800m world title, youtube.com, abgerufen am 4. August 2022